# Libnotes (Libnotes) tszi
Libnotes (Libnotes) tszi is een tweevleugelige uit de familie steltmuggen (Limoniidae). De soort komt voor in het Oriëntaals gebied.